# Intimitate emoțională
Intimitatea emoțională este un aspect al relațiilor interpersonale care variază în intensitate de la o relație la alta și variază de la un moment la altul, la fel ca intimitatea fizică. Intimitatea emoțională implică o percepție a apropierii de celălalt, împărtășirea sentimentelor personale și validarea personală.

## Descriere
Intimitatea emoțională poate fi exprimată prin comunicare verbală și non-verbală. Gradul de confort, eficiența și experiența reciprocă a apropierii ar putea indica intimitatea emoțională între indivizi. Comunicarea intimă este atât expresă (de exemplu, vorbind), cât și subînțeleasă (de exemplu, prieteni care stau aproape pe o bancă în parc în tăcere).
Intimitatea emoțională depinde în primul rând de gradul de apropiere, precum și de natura relației și de cultura în care aceasta este observată. Intimitatea emoțională este diferită de intimitatea sexuală prin faptul că intimitatea sexuală poate avea loc cu sau fără intimitate emoțională. Intimitatea sexuală diferă de intimitatea emoțională deoarece aceasta din urmă nu necesită adesea niciun fel de context sexual. Intimitatea emoțională este un eveniment psihologic care are loc atunci când nivelurile de încredere și comunicarea dintre două persoane sunt de așa natură încât favorizează împărtășirea reciprocă a celor mai profunde sentimente ale fiecăruia. În funcție de trecutul și convențiile participanților, intimitatea emoțională poate implica dezvăluirea gândurilor, sentimentelor și emoțiilor pentru a ajunge la o înțelegere, a oferi sprijin reciproc sau a construi un sentiment de comunitate. Sau poate implica împărtășirea unei îndatoriri, fără comentarii.
Intimitatea profundă necesită un nivel ridicat de transparență și deschidere. Apropierea și vulnerabilitatea, care pot fi incomode pentru unii, sunt piese majore ale intimității emoționale. Aceasta include discutarea atât a caracteristicilor pozitive, cât și a celor negative ale celuilalt. Conversația⁠(d) este un punct cheie în orice relație intimă emoțională. De exemplu, o relație la distanță⁠(d) se bazează în principal pe conversație, împreună cu un echilibru bun de intimitate sexuală virtuală. O relație la distanță poate fi mai puternică, în comparație cu una normală, deoarece îi obligă pe cei doi parteneri să îmbunătățească procesul de conversație, punând întrebări productive pentru a asigura comunicarea reciprocă. Există momente minunate, dar și momente dificile care vin cu orice relație. Este important să practicați intimitatea emoțională în relații, iar lipsa de intimitate emoțională ar putea fi rezolvată dacă vă faceți timp să fiți alături de partener pe toată durata relațiilor voastre. Mulți specialiști sugerează că a vorbi despre probleme imediat ce acestea apar este înțelept pentru a continua intimitatea emoțională. A fi sincer, a exprima apreciere și a comunica în mod obișnuit menține, de asemenea, intimitatea emoțională stabilă.

## Scala de intimitate emoțională
Scala de intimitate emoțională (EIS) cu 5 itemi este o scală care permite o evaluare a intimității emoționale într-o relație. Scopul său este de a prezice diferitele rezultate produse de existența unei relații intime.
Această scală este creată pe baza unui studiu al diferitelor elemente care sunt componente fundamentale ale unei relații intime. Unele persoane trebuie să răspundă la un chestionar. Ele răspund pentru a judeca gradul de adevăr al fiecăreia dintre aceste componente în comparație cu situația lor reală. Există cinci dintre acestea:
- Această persoană mă acceptă complet așa cum sunt
- Pot să-mi împărtășesc deschis cele mai profunde gânduri și sentimente cu această persoană
- Acestei persoane îi pasă profund de mine
- Această persoană ar fi dispusă să mă ajute în orice fel
- Gândurile și sentimentele mele sunt înțelese și afirmate de această persoană

Aceste rezultate sunt puse în corelație cu valori specifice care caracterizează un individ, cum ar fi bunăstarea psihologică și fizică, sprijinul social și sănătatea.
Rezultatele furnizate de scală dovedesc o relație pozitivă între o creștere a EIS și o creștere pentru individ a sprijinului social, a eficienței de sine, a satisfacției de viață și a altor efecte pozitive. De asemenea, aceasta arată o relație negativă între o scădere a EIS și o creștere a stresului, durerii și oboselii pentru individ. O relație intimă oferă un sentiment de scop și de apartenență care crește bunăstarea fiziologică și psihologică.